# Lojas Hermes Macedo
As Lojas Hermes Macedo, ou simplesmente Lojas HM, foi um grupo empresarial que por muitos anos liderou o comércio varejista do Brasil, com centenas de lojas no país e sede no município de Curitiba, no estado do Paraná.

## Início
Em 1932, aos dezoito anos de idade, o empresário Hermes Farias de Macedo criou em Curitiba a "Agência Macedo", um estabelecimento comercial especializado em autopeças usadas para caminhões. Numa época em que era difícil encontrar estes materiais de reposição, Hermes e seu irmão Astrogildo anunciavam nos jornais o interesse na compra de veículos de segunda mão, que posteriormente desmontavam e revendiam em partes.
Com o sucesso do negócio, passaram a importar peças novas dos Estados Unidos, um feito inédito.
No ano de 1936, a segunda loja foi aberta no centro de Curitiba, num ponto considerado estratégico. Ali foi iniciada a venda de bicicletas francesas e eletrodomésticos, que começavam a chegar ao Brasil. Em 1942, a terceira unidade iniciou suas atividades em Ponta Grossa. Dois anos depois, foi adquirido um grande prédio na capital paranaense, que pertencia às Indústrias Matarazzo, onde instalaram sua maior filial e aproveitaram o grande espaço para diversificar ainda mais sua linha de vendas. Comentava-se que muitos paranaenses conheceram certos produtos por meio das Lojas Hermes Macedo.

## Expansão
Até o final da década de 1940, novas filiais foram abertas nos municípios de Londrina e Maringá. Nos anos 1950 decidiram expandir suas atividades para os outros estados do Sul. Em 1957, partiram para São Paulo e inauguraram uma loja de dez andares na Avenida São João, então uma das mais importantes ruas comerciais da capital paulista, planejando concorrer com grandes grupos, como Mappin e Sears.
A partir de então centraram foco em lojas de departamentos, oferecendo confecções, presentes, eletrodomésticos, artigos de cama, mesa e banho, náutica, som, materiais para pesca, pneus e outros.
Enquanto investia em novos formatos, a atividade original, ligada à revenda de peças, acessórios e prestação de serviços automotivos era aos poucos direcionada para unidades específicas. Com o passar dos anos foram criadas concessionárias de veículos das marcas Chevrolet e Ford, como também os Centros Automotivos HM, cujo slogan era "Pneu carecou, HM trocou."
Na década de 1960, o processo de expansão foi acelerado com a abertura de unidades nos principais municípios do Paraná, Santa Catarina, Rio Grande do Sul, São Paulo e Rio de Janeiro, chegando a trinta e uma lojas. Nesse período o grupo adotou o bordão "Do Rio Grande ao Grande Rio."

## Consolidação
As Lojas Hermes Macedo contavam com grande estrutura e áreas amplas, sempre bem cuidadas. Suas fachadas eram alvo de constante renovação. Uma das maiores atrações em épocas de Natal era a decoração das unidades, que não se limitava às vitrines, mas também ruas e avenidas próximas, com desfiles alusivos e a chegada do Papai Noel.
O marketing era agressivo, com patrocínios e propaganda nas emissoras de TV e rádio, como também anúncios de página inteira nos principais jornais. Várias vezes ao ano sorteava entre seus clientes inúmeros brindes, como automóveis novos.

## Auge
Nos anos 1980, a Hermes Macedo comemorou seu cinquentenário, entregando aos funcionários mais antigos uma medalha alusiva, na qual foi estampada em alto relevo a marca de 180 lojas distribuídas pelos estados do Paraná, Santa Catarina, Rio Grande do Sul, São Paulo e Rio de Janeiro.
O desenvolvimento dos negócios transformou um pequeno comércio de acessórios de automóveis em um grande conglomerado denominado Grupo HM, formado pela Alfa Serviços de Crédito e Informática, Mercúrio Propaganda, HM Náutica, HM Financeira (mais tarde transformada em Banco HM), concessionárias de automóveis e de motocicletas, Auto Center HM e outras empresas de apoio.
Nessa década as Lojas Hermes Macedo passaram a liderar o varejo brasileiro, deixando para trás concorrentes como Casas Pernambucanas, Mesbla, Lojas Muricy e Lojas Americanas. A Revista Exame a situou em 33° lugar no ranking das 500 maiores empresas privadas nacionais por vendas, no início da década de 1980.
Em 1988 foi inaugurada a Loja Garcez, num antigo e suntuoso edifício no centro de Curitiba, reformado e configurado para sediar a segunda rede do grupo, direcionada ao público das classes A e B.

## Declínio e falência
No inicio da década de 1990, uma série de fatores prejudicou os negócios. Havia uma grande crise econômica, o Plano Collor derrubou as vendas, além disso, a morte da esposa de Hermes Farias de Macedo acirrou disputas familiares e colocou a empresa de 285 lojas em declínio.
Somando-se a isso, concorrentes como C&A, Casas Bahia e Riachuelo ajudaram a complicar a situação financeira, que culminou num pedido de concordata, em 1992. Em 1995 já com seu fundador falecido, um acordo foi alinhavado com as Lojas Colombo, no qual a Hermes Macedo recebia estoque de mercadorias das Lojas Colombo, permitindo que utilizasse as suas instalações e o corpo de funcionários em troca de comissão. No entanto, tais ações não surtiram efeitos e sua falência foi decretada em 1997, encerrando-se ali uma história de 65 anos.